# Landis Arnold
Landis Stevens Arnold (ur. 6 sierpnia 1960 w Boulder) – amerykański skoczek narciarski. Olimpijczyk (1984), uczestnik mistrzostw świata w lotach (1983) oraz zimowej Uniwersjady (1983 i 1985).

## Igrzyska olimpijskie

### Indywidualnie
| 1984 Sarajewo | – | 28. miejsce (K-90) |

### Starty L. Arnolda na igrzyskach olimpijskich – szczegółowo
| Miejsce | Dzień     | Rok  | Miejscowość | Skocznia | Punkt K | Konkurs  | Skok 1 | Skok 2 | Nota      | Strata   | Zwycięzca     |
| ------- | --------- | ---- | ----------- | -------- | ------- | -------- | ------ | ------ | --------- | -------- | ------------- |
| 28.     | 12 lutego | 1984 | Sarajewo    | Igman    | K-90    | indywid. | 81,0 m | 79,0 m | 182,0 pkt | 33,2 pkt | Jens Weißflog |

## Mistrzostwa świata w lotach

### Indywidualnie
| 1983 Harrachov | – | 27. miejsce |

### Starty L. Arnolda na mistrzostwach świata w lotach – szczegółowo
| Miejsce | Dzień       | Rok  | Miejscowość | Skocznia | Punkt K | Konkurs  | Skok 1  | Skok 2  | Skok 3  | Skok 4  | Skok 5  | Skok 6  | Skok 7  | Skok 8  | Skok 9  | Nota      | Strata    | Zwycięzca     |
| ------- | ----------- | ---- | ----------- | -------- | ------- | -------- | ------- | ------- | ------- | ------- | ------- | ------- | ------- | ------- | ------- | --------- | --------- | ------------- |
| 27.     | 18–20 marca | 1983 | Harrachov   | Čerťák   | K-180   | indywid. | 152,0 m | 156,0 m | 153,0 m | 161,0 m | 161,0 m | 153,0 m | 116,0 m | 135,0 m | 116,0 m | 871,5 pkt | 179,5 pkt | Klaus Ostwald |

## Uniwersjada

### Indywidualnie
| 1983 Sofia/Borowec | – | 8. miejsce  |
| 1985 Belluno       | – | 10. miejsce |

## Puchar Świata

### Miejsca w klasyfikacji generalnej
| Sezon     | Miejsce |
| --------- | ------- |
| 1980/1981 | 78.     |
| 1983/1984 | 59.     |

### Miejsca w poszczególnych konkursach indywidualnychPucharu Świata
| Źródło                                                   | Źródło                 | Źródło                 | Źródło        | Źródło        | Źródło                 | Źródło                 | Źródło        | Źródło            | Źródło              | Źródło              | Źródło         | Źródło    | Źródło        | Źródło        | Źródło    | Źródło       | Źródło   | Źródło              | Źródło              | Źródło              | Źródło     | Źródło  | Źródło  | Źródło  | Źródło | Źródło | Źródło | Źródło | Źródło | Źródło | Źródło | Źródło | Źródło | Źródło | Źródło | Źródło | Źródło | Źródło | Źródło | Źródło | Źródło | Źródło | Źródło | Źródło | Źródło | Źródło | Źródło | Źródło | Źródło |
| -------------------------------------------------------- | ---------------------- | ---------------------- | ------------- | ------------- | ---------------------- | ---------------------- | ------------- | ----------------- | ------------------- | ------------------- | -------------- | --------- | ------------- | ------------- | --------- | ------------ | -------- | ------------------- | ------------------- | ------------------- | ---------- | ------- | ------- | ------- | ------ | ------ | ------ | ------ | ------ | ------ | ------ | ------ | ------ | ------ | ------ | ------ | ------ | ------ | ------ | ------ | ------ | ------ | ------ | ------ | ------ | ------ | ------ | ------ | ------ |
| Sezon 1980/1981                                          |                        |                        |               |               |                        |                        |               |                   |                     |                     |                |           |               |               |           |              |          |                     |                     |                     |            |         |         |         |        |        |        |        |        |        |        |        |        |        |        |        |        |        |        |        |        |        |        |        |        |        |        |        |        |
| Oberstdorf                                               | Garmisch-Partenkirchen | Innsbruck              | Bischofshofen | Harrachov     | Liberec                | Sankt Moritz           | Gstaad        | Engelberg         | Ironwood            | Ironwood            | Sapporo        | Sapporo   | Thunder Bay   | Thunder Bay   | Chamonix  | Saint-Nizier | Lahti    | Lahti               | Falun               | Oslo                | Bærum      | Planica | Planica | punkty  | punkty | punkty | punkty | punkty | punkty | punkty | punkty | punkty | punkty | punkty | punkty | punkty | punkty | punkty | punkty | punkty | punkty | punkty |        |        |        |        |        |        |        |
| -                                                        | -                      | -                      | -             | 58            | 42                     | 60                     | 65            | 49                | 13                  | 28                  | -              | -         | 41            | 38            | -         | -            | -        | -                   | -                   | -                   | -          | -       | -       | 3       | 3      | 3      | 3      | 3      | 3      | 3      | 3      | 3      | 3      | 3      | 3      | 3      | 3      | 3      | 3      | 3      | 3      | 3      |        |        |        |        |        |        |        |
| Sezon 1981/1982                                          |                        |                        |               |               |                        |                        |               |                   |                     |                     |                |           |               |               |           |              |          |                     |                     |                     |            |         |         |         |        |        |        |        |        |        |        |        |        |        |        |        |        |        |        |        |        |        |        |        |        |        |        |        |        |
| Cortina d'Ampezzo                                        | Oberstdorf             | Garmisch-Partenkirchen | Innsbruck     | Bischofshofen | Sapporo                | Sapporo                | Thunder Bay   | Thunder Bay       | Sankt Moritz        | Engelberg           | MŚ – Oslo      | MŚ – Oslo | Lahti         | Lahti         | Tauplitz  | Tauplitz     | Tauplitz | Szczyrbskie Jezioro | Szczyrbskie Jezioro | Planica             | Planica    | punkty  | punkty  | punkty  | punkty | punkty | punkty | punkty | punkty | punkty | punkty | punkty | punkty | punkty | punkty | punkty | punkty | punkty | punkty | punkty |        |        |        |        |        |        |        |        |        |
| -                                                        | -                      | -                      | -             | -             | -                      | -                      | -             | -                 | -                   | -                   | -              | -         | -             | -             | -         | -            | -        | 59                  | 70                  | 48                  | 59         | 0       | 0       | 0       | 0      | 0      | 0      | 0      | 0      | 0      | 0      | 0      | 0      | 0      | 0      | 0      | 0      | 0      | 0      | 0      |        |        |        |        |        |        |        |        |        |
| Sezon 1982/1983                                          |                        |                        |               |               |                        |                        |               |                   |                     |                     |                |           |               |               |           |              |          |                     |                     |                     |            |         |         |         |        |        |        |        |        |        |        |        |        |        |        |        |        |        |        |        |        |        |        |        |        |        |        |        |        |
| Cortina d'Ampezzo                                        | Oberstdorf             | Garmisch-Partenkirchen | Innsbruck     | Bischofshofen | Harrachov              | Harrachov              | Lake Placid   | Lake Placid       | Thunder Bay         | Thunder Bay         | Sankt Moritz   | Gstaad    | Engelberg     | Vikersund     | Vikersund | Vikersund    | Falun    | Falun               | Lahti               | Lahti               | Bærum      | Oslo    | Planica | Planica | punkty |        |        |        |        |        |        |        |        |        |        |        |        |        |        |        |        |        |        |        |        |        |        |        |        |
| -                                                        | -                      | -                      | -             | -             | -                      | -                      | 28            | 18                | 39                  | 39                  | -              | -         | -             | 24            | 44        | 17           | -        | -                   | 59                  | 50                  | 36         | 65      | -       | -       | 0      |        |        |        |        |        |        |        |        |        |        |        |        |        |        |        |        |        |        |        |        |        |        |        |        |
| Sezon 1983/1984                                          |                        |                        |               |               |                        |                        |               |                   |                     |                     |                |           |               |               |           |              |          |                     |                     |                     |            |         |         |         |        |        |        |        |        |        |        |        |        |        |        |        |        |        |        |        |        |        |        |        |        |        |        |        |        |
| Thunder Bay                                              | Thunder Bay            | Lake Placid            | Lake Placid   | Oberstdorf    | Garmisch-Partenkirchen | Innsbruck              | Bischofshofen | Cortina d'Ampezzo | Harrachov           | Liberec             | Sapporo        | Sapporo   | IO – Sarajewo | IO – Sarajewo | Lahti     | Lahti        | Falun    | Lillehammer         | Oslo                | Oberstdorf          | Oberstdorf | Planica | Planica | punkty  | punkty | punkty | punkty | punkty | punkty | punkty | punkty | punkty | punkty | punkty | punkty | punkty | punkty | punkty | punkty | punkty | punkty | punkty |        |        |        |        |        |        |        |
| 43                                                       | 41                     | 11                     | 15            | 38            | 73                     | 14                     | 45            | -                 | -                   | -                   | -              | -         | 28            | -             | 20        | 27           | 19       | 19                  | 16                  | 24                  | 32         | 35      | 33      | 8       | 8      | 8      | 8      | 8      | 8      | 8      | 8      | 8      | 8      | 8      | 8      | 8      | 8      | 8      | 8      | 8      | 8      | 8      |        |        |        |        |        |        |        |
| Sezon 1984/1985                                          |                        |                        |               |               |                        |                        |               |                   |                     |                     |                |           |               |               |           |              |          |                     |                     |                     |            |         |         |         |        |        |        |        |        |        |        |        |        |        |        |        |        |        |        |        |        |        |        |        |        |        |        |        |        |
| Thunder Bay                                              | Thunder Bay            | Lake Placid            | Lake Placid   | Oberstdorf    | Garmisch-Partenkirchen | Innsbruck              | Bischofshofen | Cortina d'Ampezzo | Sapporo             | Sapporo             | Sankt Moritz   | Engelberg | Harrachov     | Lahti         | Lahti     | Örnsköldsvik | Falun    | Oslo                | Szczyrbskie Jezioro | Szczyrbskie Jezioro | punkty     | punkty  | punkty  | punkty  | punkty | punkty | punkty | punkty | punkty | punkty | punkty | punkty | punkty | punkty | punkty | punkty | punkty | punkty | punkty |        |        |        |        |        |        |        |        |        |        |
| 39                                                       | 26                     | 34                     | 38            | 62            | 75                     | 72                     | 51            | -                 | -                   | -                   | -              | -         | -             | -             | -         | -            | -        | -                   | -                   | -                   | 0          | 0       | 0       | 0       | 0      | 0      | 0      | 0      | 0      | 0      | 0      | 0      | 0      | 0      | 0      | 0      | 0      | 0      | 0      |        |        |        |        |        |        |        |        |        |        |
| Sezon 1986/1987                                          |                        |                        |               |               |                        |                        |               |                   |                     |                     |                |           |               |               |           |              |          |                     |                     |                     |            |         |         |         |        |        |        |        |        |        |        |        |        |        |        |        |        |        |        |        |        |        |        |        |        |        |        |        |        |
| Thunder Bay                                              | Thunder Bay            | Lake Placid            | Lake Placid   | Chamonix      | Oberstdorf             | Garmisch-Partenkirchen | Innsbruck     | Bischofshofen     | Szczyrbskie Jezioro | Szczyrbskie Jezioro | Oberwiesenthal | Sapporo   | Sapporo       | Lahti         | Lahti     | Örnsköldsvik | Falun    | Planica             | Planica             | Rælingen            | Oslo       | punkty  | punkty  | punkty  | punkty | punkty | punkty | punkty | punkty | punkty | punkty | punkty | punkty | punkty | punkty | punkty | punkty | punkty | punkty | punkty |        |        |        |        |        |        |        |        |        |
| -                                                        | -                      | -                      | -             | -             | -                      | -                      | -             | -                 | -                   | -                   | -              | 17        | 25            | -             | -         | -            | -        | -                   | -                   | -                   | -          | 0       | 0       | 0       | 0      | 0      | 0      | 0      | 0      | 0      | 0      | 0      | 0      | 0      | 0      | 0      | 0      | 0      | 0      | 0      |        |        |        |        |        |        |        |        |        |
| Legenda                                                  |                        |                        |               |               |                        |                        |               |                   |                     |                     |                |           |               |               |           |              |          |                     |                     |                     |            |         |         |         |        |        |        |        |        |        |        |        |        |        |        |        |        |        |        |        |        |        |        |        |        |        |        |        |        |
| 1 2 3 4-10 11-15 poniżej 15 - – zawodnik nie wystartował |                        |                        |               |               |                        |                        |               |                   |                     |                     |                |           |               |               |           |              |          |                     |                     |                     |            |         |         |         |        |        |        |        |        |        |        |        |        |        |        |        |        |        |        |        |        |        |        |        |        |        |        |        |        |

### Turniej Czterech Skoczni

#### Miejsca w klasyfikacji generalnej
| Sezon     | Miejsce |
| --------- | ------- |
| 1983/1984 | 38.     |
| 1984/1985 | 72.     |

### Turniej Czeski

#### Miejsca w klasyfikacji generalnej
| Sezon | Miejsce |
| ----- | ------- |
| 1981  | 51.     |

### Turniej Szwajcarski

#### Miejsca w klasyfikacji generalnej
| Sezon | Miejsce |
| ----- | ------- |
| 1981  | 63.     |